# Griff Williams
Griff Williams (* 1911 in La Grande, Oregon; † Februar 1959 in Chicago) war ein US-amerikanischer Pianist und Bigbandleader im Bereich der Populären Musik.
Griff Williams war ein Pianist, der schon auf dem College eine eigene Band leitete, als er an der Stanford University in Kalifornien studierte. 1932 wurde er Mitglied des Anson Weeks Orchestra; schon wenige Monate später formierte er 1933 seine eigene Band in San Francisco; Bandsänger war der spätere Bandleader Buddy Moreno. Wie Anson Weeks’ Orchester galt das Griff Williams Orchestra als eine „Society band“ der Stadt, die zum Dinner und zum Tanz spielte.
Im Oktober 1933 hatte Williams sein erstes größeres Engagement in Chicagos Edgewater Beach Hotel. Zum Ende der Dekade zog Williams endgültig nach Chicago; während des Zweiten Weltkriegs trat seine Band vier Jahre im Stevens Hotel in Chicago auf. Aufnahmen der Band entstanden für die Label Okeh, Varsity und Columbia; Erkennungsmelodie war „Dream Music“.
Nach Kriegsende arbeitete Williams in Chicago und San Francisco. 1953, als die Bigband-Ära zu Ende ging, löste Griff Williams das Orchester auf. Er arbeitete dann bei einem Zeitschriftenverlag in Chicago und stellte nur noch gelegentlich Ensembles für Tanzveranstaltungen zusammen, blieb aber in Chicago so populär, dass er 1956 eine Show in einem lokalen TV-Sender hatte. Er starb im Februar 1959 an einem Herzinfarkt.